# Ладьевидная кость (запястье)
Ладьевидная кость (лат. os scaphoideum) — кость первого ряда запястья. Занимает самое латеральное("лучевое")положение. Её ладонная поверхность вогнутая и в наружнонижнем отделе продолжается в бугорок ладьевидной кости(лат. . tuberculum ossis scaphoidei)
Тыльная поверхность кости представляет собой узкую полоску, которая в проксимальном направлении продолжается в выпуклую суставную поверхность, сочленяющуюся с запястной суставной поверхностью дистального эпифиза лучевой кости. Нижнемедиальный отдел кости несет вогнутую суставную поверхность для сочленения с полулунною костью. Латеральнонижняя поверхность кости сочленяется с костью-трапецией и трапециевидной костью